# Barranco de los Grajos
Barranco de los Grajos är en fornlämning i Spanien.   Den ligger i provinsen Murcia och regionen Murcia, i den sydöstra delen av landet, 300 km sydost om huvudstaden Madrid. Barranco de los Grajos ligger 259 meter över havet.
Terrängen runt Barranco de los Grajos är kuperad åt sydost, men åt nordväst är den platt. Runt Barranco de los Grajos är det glesbefolkat, med 20 invånare per kvadratkilometer. Närmaste större samhälle är Cieza, 1,1 km söder om Barranco de los Grajos. Omgivningarna runt Barranco de los Grajos är i huvudsak ett öppet busklandskap.